# Apamea baischi
Apamea baischi is een vlinder uit de familie uilen (Noctuidae). De wetenschappelijke naam is voor het eerst geldig gepubliceerd in 1989 door Hacker.
De soort komt voor in Europa.